# Mess Age
Mess Age – polska grupa muzyczna wykonująca thrash metal z elementami heavy oraz death metalu.

## Muzycy
| Ostatni skład zespołu - Dominik Kołodziejczak – perkusja - Alex Kopczyński – gitara - Rafał "Raaf" Kawalerowski – śpiew - Bartosz Gamrat – gitara basowa - Artur "Gufi" Piotrowski - gitara |  | Byli członkowie zespołu - Andrzej "Grooby" Osmalek – gitara basowa - Sebastian Kucharski – gitara basowa - Artur "Maryś" Olkowicz – gitara basowa - Joanna Paszke – śpiew - Sylwester "Amber" Rybczyk – gitara elektryczna |

## Dyskografia
Albumy studyjne
- (2002) Self-Convicted[3]
- (2004) Crushed Inside[4]
- (2005) Rejected Burden

Dema
- (1998) Ressurection
- (1999) Fallen
- (2000) Reborn

Splity
- (2000) Reborn/Smell Of Pain